# Zombie Nation (band)

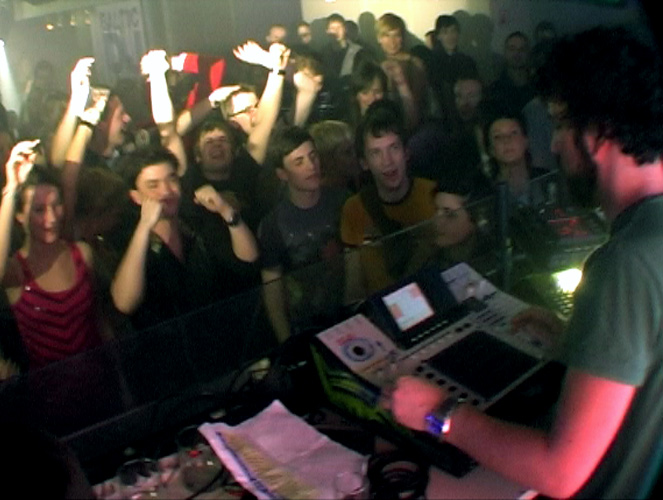
Zombie Nation live in Vilnius.

Zombie Nation is een Duits techno- en electro-project, van de uit München afkomstige dj en producer Florian Senfter.
De eerste track van Zombie Nation werd in 1999 uitgegeven via DJ Hells label International DeeJay Gigolo Records. Sinds 2001 brengt Florian Senfter zijn muziek via verschillende labels uit. Behalve onder Zombie Nation werkt hij ook onder het pseudoniem John Starlight. Anders dan andere dj's gebruikt Zombie Nation bij zijn optredens muzikale hardware om geluiden te produceren. Zijn voornaamste instrument is een MPC 4000 Sequencer.

## Discografie

### Albums
- 1999 - Leichenschmaus (Gigolo 028)
- 2003 - Absorber (Dekathlon 010)
- 2006 - Black Toys (UKW 5)
- 2009 - Zombielicious (UKW 12)
- 2011 - Partys Over Earth als ZZT met Tiga (Turbo 033)
- 2012 - RGB

### Ep's
- 2001 - Unload (Gigolo 082)
- 2003 - Souls at Zero, 12" (+Sven Väth Remix) (Dekathlon 009)
- 2003 - The Cut, 12" + DJ Naughty Remix (Dekathlon 012)
- 2005 - Paeng Paeng, 12" (UKW-2 // ltd. 500)
- 2005 - Paeng Paeng + Meatmaster Jack, 12" (Cocoon Records 17)
- 2006 - Money Talks, 12" (UKW 3)
- 2007 - Gizmode, 12" (UKW 8)
- 2007 - Lower State of Consciousness, 12" (UKW/Turbo) als ZZT met Tiga inclusief Justice Remix.
- 2008 - The Worm, 12" (UKW/Turbo) als ZZT met Tiga inclusief Erol Alkan Remix.
- 2008 - Forza, 12"
- 2008 - Worth It, 12" (UKW 11)
- 2010 - Overshoot / Squeek, 12"
- 2011 - Chickflick, 12"
- 2011 - Vulkan Alarm!, 12", als ZZT met Tiga
- 2012 - Meathead (Turbo)

### Remixes
- 1999 Dakkar & Grinser – "Take me naked" (DiskoB 087)
- 1999 Philip Boa and the Voodoclub – "So What" (BMG Ariola)
- 1999 Sexual Harassment – "I need a freak" (Lasergun Rec.Lasergun 003)
- 1999 Frankie Bones – "My house is your house" (Bash Rec. bash 004)
- 2001 Takkyū Ishino – "Suck me Disko" (Zomba Rec. EXEC 08)
- 2001 I-F – "Space Invaders are smoking grass" (Loaded/Eastwest Leaded 012)
- 2001 Ladytron – "Playgirl" (Labels/Virgin LC03098)
- 2002 Colonel Abrams;– "Trapped" (eastwest UPUS011.03)
- 2002 Divine – "Native Love" (Gigolo/EDM 090)
- 2002 AFA / Human League – "Being Boiled" (Edel 0141690CLU)
- 2002 My Robot Friend – "The Fake" (Dekathlon 002)
- 2002 Gater – "Taboo" (Dekathlon 003)
- 2002 Acid Scout – “Sexy Robot” (Kurbel 027)
- 2003 My Robot Friend – "Walt Whitman" (Dekathlon 008)
- 2004 NAM:LIVE – "The Church of NAM" (Dekathlon 013)
- 2004 Codec & Flexor – "Time has changed" (Television 08)
- 2007 Headman – "On" (Relish)
- 2008 The Presets – "This Boy's in Love" Modular
- 2008 Three 6 Mafia – "I Got"
- 2009 Adam Freeland – "Under Control" (Marine Parade)
- 2009 Kid Sister – "Get Fresh" (Fools Gold)
- 2009 Tiga – "What You Need" (Turbo Records)

### Singles
- 2000 "Kernkraft 400" - nr. 2 UK,[1] nr. 22 Duitsland, nr. 1 Griekenland, nr. 100 Frankrijk, nr. 99 VS, nr. 5 Nederland, nr. 10 België (Vlaanderen), nr. 2 Ierland
- 2009 "Time Machine Mix"

## Hitlijsten
| Single met hitnotering(en) in de Vlaamse Ultratop 50 | Datum van verschijnen | Datum van binnenkomst | Hoogste positie | Aantal weken | Opmerkingen |
| ---------------------------------------------------- | --------------------- | --------------------- | --------------- | ------------ | ----------- |
| Kernkraft 400                                        | 1999                  | 11-03-2000            | 10              | 12           |             |

| Single met eventuele hitnotering(en) in de Nederlandse Top 40 | Datum van verschijnen | Datum van binnenkomst | Hoogste positie | Aantal weken | Opmerkingen             |
| ------------------------------------------------------------- | --------------------- | --------------------- | --------------- | ------------ | ----------------------- |
| Kernkraft 400                                                 | 1999                  | 06-05-2000            | 8               | 9            | Dancesmash op Radio 538 |